# Хушал Сінґх
Хушал Сінґх (пенджаб. ਖੁਸ਼ਹਾਲ ਸਿੰਘ; д/н–1795) — наваб місаля Сінґхпурії у 1753—1795 роках.

## Життєпис
Належав до джатів. Про молоді роки обмаль відомостей. 1753 року після смерті стрийка Капур Сінґха спадкував місаль Сінґхпурія, прийнявши титул наваб. Невдовзі зайняв місто Джаландхар, завдавши поразки його правителю Шейху Нізам-уд-Діну. Зробив це місто своєю резиденцією. Доступово розширив землі в доабі (міжріччі) Біас і Сатледж.
У грудні 1756 року при вторгненні до Пенджабу дурранійського шаха Ахмеда Абдалі спільно з Тара Сінґхою Гайбою, місальдаром Далевалії, розташувався Тарагарху, щоб не допустити ворожого наступу на схід. 15 січня 1767 року Ахмад-шах написав листи сардарам, зокрема Хушалу Сінґху, про те, що якщо вони бажають вступити на його службу, вони повинні прибути і приєднатися до нього, але якщо вони мають будь-які ворожі наміри, вони повинні зустрітися з ним на полі і боротися з ним. Сардари прийняли рішення почати перемовини, номінально визнавши владу шаха.
Хушал Сінґх виступав проти місцевих мусульманських правителів, захопивши Лудхіяну і Банур за допомогою Амара Сінґха, раджи-і-раджгана Патіали, який згодом отримав половину округу Банур. Після смерті Амар Сінґха у 1781 році, Хушал Сінґх захопив весь Банур. Невдовзі захопив в князівства Сіалба місто Аванкот. Наприкінці панування відбив напад князівств Патіала і Сіалба.
Хушал Сінгх побудував катру в Амрітсарі, яка була названа на честь його місаля. Землі, які обезлюднені через неодноразові вторгнення сикхів та афганських загарбників, були знову заселені під ефективним управлінням Хушал Сінґха. Збільшив військо до 20 тис. кінноти і піхоти.
Помер Хушал Сінґх 1795 року.

## Володіння
Біаський доаб і прилеглі території приносили річний дохід у 3 млн рупій.

## Спадок
Йому спадкував син Буд Сінґх, який 1804 року зазнав поразки від магараджи Ранджит Сінґха, втративши частину володінь (доаб Барі — міжріччя Раві і Біасу). Буд Сінґх вимушен був перейти на службу до переможця. 1811 року магараджа під час дарбару (наради) поставив питання присутнім: «якому покаранню підлягає сикх, що фарбує бороду», що полюбляв робити Буд Сінґх. Присутні висловилися за ув'язнення. Буд Сінґх утік на територію Британської Ост-Індської Компанії, де він мавневеличкий заміндар, а Ранджит Сінґх приєдннав решту місаля Сінґхпурія до своїх володінь.